# Однопілля
Однопі́лля — первісна система господарювання, що полягала в засіванні одного поля аж до виснаження ґрунту. Після цього освоювались нові території.
Однопілля використовувалося також у деяких регіонах аж до 20 століття.